# European Hockey Federation
La European Hockey Federation (EHF, letteralmente Federazione europea di hockey) è l'organismo di governo europeo per lo sport dell'hockey su prato, conosciuto semplicemente come hockey in molti paesi.
La federazione ha base a Bruxelles e ha avuto come presidente l'inglese Martin Gotheridge fino al 2011 quando alla presidenza è salita Marijke Fleuren.

## Membri
Nella EHF ci sono 42 membri (più un sostenitore), in cooperazione per promuovere e sviluppare lo sport.
| Armenia         | Austria  | Azerbaijan  | Belgio      | Bielorussia |
| Bulgaria        | Cipro    | Croazia     | Danimarca   | Finlandia   |
| Francia         | Galles   | Georgia     | Germania    | Gibilterra  |
| Gran Bretagna   | Grecia   | Inghilterra | Irlanda     | Israele     |
| Italia          | Lettonia | Lituania    | Lussemburgo | Malta       |
| Moldavia        | Norvegia | Paesi Bassi | Polonia     | Portogallo  |
| Repubblica Ceca | Romania  | Russia      | Scozia      | Serbia      |
| Slovacchia      | Slovenia | Spagna      | Svezia      | Svizzera    |
| Turchia         | Ucraina  | Ungheria    |             |             |

## Competizioni

### Outdoor
- EuroHockey Nations Championship
- EuroHockey Junior Nations Championship
- EuroHockey Youth Nations Championship
- Euro Hockey League
- EuroHockey Club Champions Trophy
- EuroHockey Club Champions Cup
- EuroHockey Cup Winners Cup

### Indoor
- EuroHockey Indoor Nations Championship
- EuroHockey Indoor Junior Nations Championship
- EuroHockey Indoor Club Champions Cup